# نظریه یادگیری الکترونیکی
نظریه یادگیری الکترونیکی (نام علمی: E-learning theory)، اصول علمی شناختی یادگیری مؤثر چند رسانه ای را با استفاده از تکنولوژی آموزشی الکترونیکی توصیف می‌کند. تحقیقات و نظریه شناختی نشان می‌دهد که انتخاب روش‌های همزمان چند رسانه ای مناسب می‌تواند یادگیری را افزایش دهد، همان‌طور که می‌توان از چندین اصل دیگر نیز استفاده کرد.

### اصول طراحی چند رسانه ای آموزشی
محققان مانند ریچارد E.Mayer، جان Sweller و رکسانا مورنو از نظریه بار شناختی به عنوان انگیزش علمی خود، در ادبیات علمی، مجموعه ای از اصول طراحی مدرن چند رسانه ای را ارائه می‌دهند که آموزش مؤثر را ترویج می‌دهد. بسیاری از این اصول در محیط‌های یادگیری روزمره مورد آزمایش قرار گرفته‌اند که همچنین دراین زمینه مؤثرند. اکثریت این تحقیق با استفاده از دانشجویان انجام شده‌است که درس‌های نسبتاً کوتاه در مورد مفاهیم فنی که دانشجویان کمترین دانش را دارند، ارائه شده‌است. با این حال، دیوید رابرتز این روش را با دانشجویان در نه رشته علوم اجتماعی مانند جامعه‌شناسی، سیاست و مطالعات کسب و کار آزمایش کرده‌است. برنامه تحقیقاتی طولانی مدت وی (بیش از ۳ سال) پیشرفت قابل توجهی در سطح مشارکت دانشجویان و در توسعه اصول یادگیری فعال در میان دانشجویان در معرض ترکیب تصاویر و متن بیش از دانشجویانی که تنها به متن و در معرض متن هستند. تعدادی از مطالعات دیگر نشان داده‌اند که این اصول برای دانش آموزان سنین دیگر و با محتوای آموزشی غیر فنی مفید می‌باشد.
تحقیق با استفاده از زبان آموزانی که دانش قبلی بیشتری در مورد درس دارند، گاهی نتایجی را پیدا می‌کند که با این اصول طراحی در تناقض است. این امر باعث شده‌است بعضی از محققان «اثر تخصص» را به عنوان یک اصل طراحی آموزشی به خود اختصاص دهند.
فرضیه نظری پایه، نظریه بار شناختی، مقدار تلاش ذهنی را که مربوط به انجام یک کار است، به عنوان یکی از سه دسته تقسیم می‌کند: وابسته، ذاتی و غیرعادی.
بار شناختی وابسته، تلاش روانی مورد نیاز برای پردازش اطلاعات کار، حس کردن آن است، دسترسی و ذخیره آن در حافظه بلند مدت (به عنوان مثال، دیدن یک مشکل ریاضی، شناسایی ارزش‌ها و عملیات درگیر و درک آن، وظیفه شما این است که مشکل ریاضی را حل کنید).
بار شناختی ذاتی، تلاش روانی مورد نیاز برای انجام وظیفه خود (به عنوان مثال، در واقع حل مسئله ریاضی) است.
بار شناختی غیرعادی، تلاش روانی است که توسط روش تحویل داده شده انجام می‌شود که ممکن می‌باشد یا نمی‌باشد (به عنوان مثال، پیدا کردن مشکل ریاضی که شما باید بر روی صفحه ای که حاوی آگهی‌هایی برای کتاب‌های مربوط به ریاضی است را حل کنید).
اصول طراحی چندرسانه ای که توسط Mayer, Sweller, Moreno و همکارانش مشخص شده‌اند عمدتاً بر روی به حداقل رساندن بارهای شناختی غیرعادی و مدیریت بارهای ذاتی و وابسته در سطوح مناسب برای یادگیرنده تمرکز می‌کنند. نمونه‌هایی از این اصول در عمل عبارتند از:
- کاهش بار اضافی با از بین بردن اثرات بصری و شنوایی و عناصری که برای درس مهم نیست، مانند جزئیات گنجینه (اصل انسجام)[۱۹][۲۰]
- کاهش دادن بار وابسته با ارائه اطلاعات کلامی از طریق ارائه صوتی (روایت) در هنگام ارائه اطلاعات بصری مربوطه از طریق تصاویر ثابت یا انیمیشن (اصل مدال)[۲۱][۲۲]
- کنترل کردن بار ذاتی با شکستن درس به بخش‌های کوچکتر و سرعت دادن به دانش آموزان در طی حرکت از طریق مواد درسی (اصل جداسازی)[۲۳][۲۴][۲۵]

تئوری بار شناختی بر اساس یک مدل حافظه کاری توسط آلن بدلی و گراهام هیتیک است که بیان می‌کند حافظه کاری دارای دو زیرمجموعهٔ عمدتاً مستقل و محدود هست که تمایل به کار به صورت موازی - یک بصری و یک‌کلام / صوتی دارند. این امر موجب تئوری دوگانه سازی شد، که اولاً توسط آلن پیوویو پیشنهاد شد و بعد از آن به یادگیری چند رسانه ای توسط ریچارد مایر اعمال شد. در نتیجه، یک فراگیر می‌تواند از ظرفیت‌های پردازش شناختی بیشتری برای مطالعه موادی استفاده کند که اطلاعات کلامی شنوایی را با اطلاعات گرافیکی بصری ترکیب می‌کند تا پردازش موادی که متن چاپ شده (تصویری) را با اطلاعات گرافیکی بصری ترکیب می‌کند. به عبارت دیگر مواد چند منظوره موجب کاهش بار شناختی بر حافظه کاری می‌شود.
در یک سری مطالعات، مایر و همکارانش تئوری دوبعدی Paivio را با مواد درس‌های چند رسانه ای آزمایش کردند. آن‌ها بارها و بارها دریافتند که دانشجویان با استفاده از انیمیشن و روایت چندرسانه ای، به‌طور پیوسته بر روی سوالات،انتقال بهتری از افرادی که از انیمیشن و مواد متن مبتنی بر یادگیری استفاده می‌کنند، دارند. بدین معنی است که آنچه که آن‌ها پس از دریافت چندرسانه ای به جای استفاده از یک مدیا (فقط برای بصری) آموختند، بهتر بود. این نتایج پس از آن توسط گروه دیگری از محققان تأیید شد.
مطالعات اولیه یادگیری چند رسانه ای محدود به فرایندهای علمی منطقی است که بر روی سیستم‌های علمی و اثرات مانند سیستم‌های ترمز خودرو، چگونگی پمپ دوچرخه یا تشکیل ابر صورت می‌گیرد.

### اصول تجربی ثابت شده
- اصل چند رسانه ای:یادگیری زمانی که کلمات و گرافیک مربوطه هر دو ارائه شده‌است از زمانی که کلمات به تنهایی ارائه می‌شود عمیق‌تر رخ می‌دهد.[۲۷] به سادگی، سه عنصر رایج در ارائه‌های چند رسانه ای عبارتند:از گرافیک مربوطه، روایت صوتی و متن توضیحی. ترکیب هر دو از این سه عنصر بهتر از استفاده از یک یا هر سه کار می‌کند.
- اصل مدیتیشن: سخنرانان بومی از زبان روایت، یا زمانی که فقط کلمات چاپ شده در صفحه نمایش ظاهر می‌شوند. به‌طور کلی، روایت صوتی منجر به یادگیری بهتر از همان کلمات ارائه شده به عنوان متن بر روی صفحه نمایش است. این امر مخصوصاً برای جابجایی شخص از طریق گرافیک روی صفحه نمایش و زمانی که مواد مورد نیاز آموخته پیچیده‌است یا اصطلاحی که در حال استفاده است توسط دانش آموز قابل درک است. یک استثنا در این است که یادگیرنده از این اطلاعات به عنوان یک مرجع استفاده کند و باید دوباره و دوباره به آن نگاه شود.[۲۸]
- اصل هماهنگی: برای کم کردن میزان بار شناختی که در هنگام یادگیری بااستفاده از محتوای نامناسب و احتمالاً منحرف‌کننده به کار برده می‌شود، از محتوای غیر ضروری (ویدیو، گرافیک، موسیقی، داستان، روایت غیر مرتبط) استفاده نکنید. اساساً، دانش آموزان کمتر در مورد محتوای درس می‌دانند، ساده‌تر است که با هر چیزی که نشان داده شده‌است، مستقیماً به درس مربوط نباشد. با این حال، برای یادگیرندگان با دانش پیشین بیشتر، برخی از تصاویر انگیزشی ممکن است کمی علاقه و یادگیری خود را افزایش دهند.[۲۹][۳۰]
- اصل همبستگی: قطعات مرتبط با اطلاعات را باهم حفظ کنید. یادگیری عمیق زمانی رخ می‌دهد که متن مربوطه (مثلاً یک برچسب) نزدیک به گرافیک قرار می‌گیرد یا زمانی که کلمات و گرافیک صحبت شده در یک زمان ارائه می‌شود یا هنگامی که بازخورد در کنار جواب داده شده توسط یادگیرنده ارائه می‌شود.[۲۷]
- اصل جداسازی: یادگیری عمیق زمانی رخ می‌دهد که محتوا به تکه‌های کوچک شکسته شود.[۲۷] درس‌های طولانی را به چند درس کوتاه‌تر برسانید. متن‌های طولانی را به چندین بخش کوتاه‌تر تقسیم کنید.
- اصل عناصر: استفاده از نشانه‌های بصری، شنوایی یا زمانی برای جلب توجه به انتقاد و درس. تکنیک‌های رایج شامل فلش‌ها، حلقه‌ها، برجسته سازی یا نوشتن متن است.[۲۷][۳۱][۳۲][۳۳] توقف یا تأکید صوتی در پایان دادن بخشی از درس پس از اطلاعات بحرانی داده شده نیز ممکن است به عنوان یک نشانه سیگنال خدمت کند.[۳۴]
- اصل کنترل یادگیرنده: یادگیری عمیق زمانی رخ می‌دهد که فراگیران بتوانند سرعت خود را کنترل کنند و از طریق محتوای جداگانه حرکت کنند.[۳۵][۳۶] یادگیرندگان تمایل دارند تا زمانی که روایت پس از یک بخش کوتاه و معنی دار از محتوای داده شده متوقف شود و آموزنده باید روی دکمه «ادامه» کلیک کند تا قسمت بعدی شروع شود. با این حال، برخی تحقیقات نشان می‌دهد که فراگیر بودن یادگیرنده با گزینه‌های کنترل زیادی بیش از حد نیست. دکمه‌های مکث و بازی فقط می‌توانند از مکث، بازی، دکمه‌های معکوس سریع، جلو و عقب جلوگیری کنند. همچنین، ممکن است دانش آموزان با دانش قبلی، بهتر بتوانند یاد بگیرند که درس به صورت خودکار حرکت کند، اما آن‌ها دارای یک دکمه مکث هستند که به آن‌ها اجازه می‌دهد زمانی که تصمیم به انجام این کار دارند متوقف شود.[۳۷][۳۸][۳۹]
- اصل شخصی‌سازی: یادگیری عمیق‌تر در درس‌های چندرسانه ای زمانی رخ می‌دهد که زبان آموزان حضور اجتماعی قویتری داشته باشند، همان‌طور که از یک اسکریپت مکالمه یا عوامل یادگیری استفاده می‌شود. بهترین اثر زمانی است که صدای گاه به گاه، غیررسمی و در یک شخص ۱ ("من" یا "ما") یا صدای دوم ("شما") است.[۴۰] به عنوان مثال، از دو جمله زیر، نسخه دوم بیشتر از یک لحن گاه به گاه، غیررسمی، مکالمه را بیان می‌کند:
- الف. یادگیرنده باید این معنا را داشته باشد که وقتی شعر می‌شنود، کسی به‌طور مستقیم با آن‌ها صحبت می‌کند.
- ب. یادگیرنده باید احساس کند که وقتی کسی روایت شما را می‌شنود، کسی به‌طور مستقیم با آن‌ها صحبت می‌کند.

همچنین تحقیقات نشان می‌دهد که استفاده از صدای مودبانه صدای ("شما ممکن است بخواهید هر دو طرف معادله را ۱۰ بار تکرار کنید") به یادگیری عمیق‌تر برای دانش آموزان کم دانش قبلی کمک می‌کند تا صدای ("هر دو طرف معادله را به ۱۰ تقسیم کنید")، اما ممکن است یادگیری عمیق‌تر در دانش آموزان دانش قبلی داشته باشد. در نهایت، اضافه کردن عوامل آموزشی (شخصیت‌های کامپیوتری) می‌تواند کمک کند اگر مورد استفاده برای تقویت محتوا مهم است. به عنوان مثال، شخصیت درس را درس می‌دهد، ویژگی‌های انتقادی را در گرافیک روی صفحه نمایش نشان می‌دهد، یا بصری مفاهیم را به یادگیرنده نشان می‌دهد.
- اصل پیش آموزش: یادگیری عمیق‌تر زمانی رخ می‌دهد که درس‌ها مفاهیم کلیدی یا واژگان را قبل از معرفی فرایندها یا روش‌های مرتبط با آن مفاهیم ارائه می‌کنند. با توجه به Mayer, Mathias و Wetzel,[۴۸] قبل از ارائه یک توضیح چند رسانه ای، اطمینان حاصل کنید که زبان آموزان بصری هر جزء اصلی را تشخیص دهند، می‌توانند هر جزء را نام ببرند و می‌توانند تغییرات عمده ای از هر مؤلفه را توصیف کنند. قبل از ارائه یک توضیح علت و معلول از نحوه کارکرد یک سیستم، مدل‌های اجزای آن را بررسی کنید." با این حال، دیگران خاطر نشان کرده‌اند که محتوای آموزشی پیش از آموزش برای دانش آموزان کم دانش قبلی بیشتر از دانش آموزان با دانش قبلی است.[۴۹][۵۰][۵۱]
- اصل صرفه جویی: یادگیری عمیق زمانی اتفاق می‌افتد که گرافیک درس توسط روایت صوتی به جای روایت صوتی و متن روی صفحه نمایش توضیح داده شود. این اثر قوی تر از زمانی که درس به سرعت در حال پیشرفت است و کلمات برای فراگیران آشنا هستند. استثنائات این اصل عبارتند از: صفحه نمایش بدون تصاویری، یادگیرندگان زبان که زبان مادری آن‌ها نیست و تنها چند کلمه کلیدی بر روی صفحه نمایش آن‌ها قرار می‌گیرد (یعنی علامت گذاری عناصر بحرانی تصویر گرافیکی).[۵۲][۵۳][۵۴]
- اثرات تجربی: روش‌های آموزشی مانند مواردی که در بالا توضیح داده شده‌است، که به تازه کاران محدوده کمک می‌کنند یا دانش آموزان کم دانش قبلی ممکن است هیچ تأثیری نداشته باشند یا حتی ممکن است یادگیری را در دانش آموزان با دانش قبلی بالا ببرند.[۵۵][۵۶][۵۷]

چنین اصول ممکن است خارج از شرایط آزمایشگاهی اعمال نشود. به عنوان مثال، مولر دریافت که اضافه کردن حدود ۵۰٪ اضافی، مواد اضافی اما جالب توجه منجر به هیچ تفاوت قابل توجهی در عملکرد یادگیرنده نیست. در مورد مکانیزم‌هایی که این اصول مفید را دارند، مشارکت در حال انجام است. و اینکه چه شرایط مرزی ممکن است اعمال شود.

## نظریه‌های یادگیری
تمرین خوب آموزشی دارای نظریه یادگیری در هسته آن است. با این حال، هیچ‌یک از بهترین استانداردهای آموزش الکترونیکی الزام‌آور نبوده‌است. این ممکن است با توجه به طیف وسیعی از شیوه‌های یادگیری و تدریس، روش‌های بالقوه تطبیق فناوری و راه‌هایی که تکنولوژی آموزشی خود تغییر می‌کند، بعید است. در طراحی و تعامل با برنامه‌های یادگیری الکترونیکی می‌توان انواع رویکردهای آموزشی یا نظریه‌های یادگیری را در نظر گرفت.
- سازنده اجتماعی - این آموزش به‌طور خاص به خوبی از طریق انجمنهای گفتگو، وبلاگ‌ها، ویکی و فعالیت‌های آنلاین همکاری می‌شود. این یک رویکرد مشترک است که ایجاد محتوای آموزشی را به یک گروه وسیع تر از جمله دانش آموزان خود باز می‌کند. بنیاد One Laptop Per Child تلاش کرد تا از یک رویکرد سازنده گرا در پروژه خود استفاده کند.[۶۲]
- مدل مکالمه لاوریلارد[۶۳] نیز به ویژه برای آموزش الکترونیک مرتبط است، و مدل پنج مرحله ای گیللی سالمون یک روش آموزشی برای استفاده از هیئت مدیره است.[۶۴]
- دیدگاه شناختی تمرکز بر فرایندهای شناختی درگیر در یادگیری و همچنین نحوه عملکرد مغز است.[۶۵]
- دیدگاه احساسی بر جنبه‌های احساسی یادگیری، مانند انگیزه، تعامل، سرگرمی و غیره تمرکز دارد.[۶۶]
- دیدگاه رفتاری بر مهارت‌ها و پیامدهای رفتاری فرایند یادگیری تمرکز دارد. نقش بازی کردن و کاربرد در تنظیمات کار.[۶۷]
- دیدگاه محور متمرکز بر جنبه‌های زیست‌محیطی و اجتماعی است که می‌تواند یادگیری را تحریک کند. تعامل با دیگران، کشف مشارکتی و اهمیت حمایت همکار و همچنین فشار.[۶۸]
- حالت همسایگی یا ارتقاء یادگیری ترانس مدول که در آن یادگیرندگان آنلاین و کلاس درس می‌توانند در یک محیط آموزشی همسو باشند، بنابراین تشویق به اتصال و استفاده از هوش جمعی می‌شود.[۶۹]

برای بسیاری از نظریه پردازان، این تعامل بین دانش آموز و معلم و دانش آموز و دانشجو در محیط آنلاین است که باعث افزایش یادگیری می‌شود (Mayes and de Freitas 2004). نظریه Pask که یادگیری از طریق مکالمات در مورد یک موضوع رخ می‌دهد و به نوبه خود کمک می‌کند تا صریحاً به دانش کمک کند، کاربردی واضح در یادگیری در VLE دارد.
سالمون یک مدل پنج مرحله ای از یادگیری الکترونیکی ومدل سازی الکترونیکی را توسعه داده‌است که برای مدتی تأثیر مهمی بر جای گذاشته‌است که در آن دوره‌های آنلاین و انجمنهای گفتگو آنلاین مورد استفاده قرار گرفته‌است. در مدل پنج مرحله ای خود، دسترسی فردی و توانایی دانش آموزان برای استفاده از تکنولوژی، اولین گام‌های درگیر شدن و دستیابی به موفقیت است. مرحله دوم، دانش آموزان ایجاد هویت آنلاین و پیدا کردن دیگران است که با آن‌ها ارتباط برقرار می‌کند. اجتماعی شدن آنلاین یک عنصر مهم فرایند یادگیری الکترونیکی در این مدل است. در مرحله ۳ دانش آموزان اطلاعات مربوط به دوره را به یکدیگر می‌دهند و به اشتراک می‌گذارند. تعامل همکاری میان دانش آموزان در مرحله ۴ مرکزی است. گام پنجم در مدل سالمون، دانشجویان به دنبال مزایای سیستم و استفاده از منابع خارج از آن برای تقویت یادگیری خود هستند. در تمام این موارد، معلم / معلم / استاد نقش نظارت یا مدیر الهام را بازی می‌کند، به عنوان تسهیل‌کننده یادگیری دانش آموزان عمل می‌کند.
در حال حاضر برخی انتقادات در حال ظهور است. مدل او به راحتی به زمینه‌های دیگر انتقال نمی‌دهد (او با تجربه از یک دوره بازبینی دانشگاه آزاد) توسعه داده‌است. این نادیده گرفتن انواع روش‌های یادگیری که در ارتباطات میانجیگری کامپیوتری (CMC) و طیفی از نظریه‌های یادگیری موجود است (Moule 2007) امکان‌پذیر است.

### خود تنظیم
یادگیری خودمراقبتی به مفاهیم متعددی اشاره دارد که نقش مهمی در یادگیری دارند و ارتباطات قابل توجهی در یادگیری الکترونیکی دارند. Zimmerman
(1998) توضیح می‌دهد که برای توسعه خود تنظیم، دوره‌های یادگیری باید فرصتی برای دانش آموزان برای استراتژی‌ها و مهارت‌های خود را به کار گیرند. خود تنظیمی نیز به شدت به منابع اجتماعی دانشجویی مانند والدین و معلمان مرتبط است. علاوه بر این، استینبرگ (۱۹۹۶) دریافت که دانش آموزان با اهداف بالا معمولاً والدین با انتظارات بالایی دارند که فرزندان خود را از نزدیک نظارت می‌کنند.
با محیط آکادمیک، فراگیران خودتنظیم معمولاً اهداف دانشگاهی خود را تعیین می‌کنند و نظارت می‌کنند و به منظور دستیابی به اهداف خود، خود را در روند می‌گذرانند.
```
«دانش آموزان باید نه تنها اعمال خود را، بلکه همچنین شناخت، باور، نیت و اثرات مرتبط با دستاوردهای خود را نیز تنظیم کنند». علاوه بر این، خودمراقبتی علمی نیز به دانش آموزان کمک می‌کند تا اعتماد به نفس خود را در انجام دوره‌های آموزشی الکترونیکی به خوبی انجام دهند.
```

### چارچوب نظری
ادبیات یادگیری الکترونیکی، محیطی از مفاهیم را مشخص می‌کند؛ از مطالعهٔ کتاب متریک، مفهوم بیشتر استفاده شده در ارتباط با استفاده از رایانه در زمینه‌های یادگیری، به عنوان مثال آموزش CAI، یادگیری کامپیوتری (CAL)، آموزش مبتنی بر کامپیوتر (CBE)، یادگیری الکترونیکی، سیستم‌های مدیریت یادگیری (LMS)، یادگیری خودآموز (SDL) و دوره‌های گسترده آنلاین باز (MOOC) است. همه این مفاهیم دارای دو جنبه مشترک هستند: یادگیری و رایانه؛ به جز مفهوم SDL، که از روانشناسی حاصل می‌شود و لزوماً به استفاده از کامپیوتر نمی‌پردازد. این مفاهیم هنوز در تحقیقات علمی مورد مطالعه قرار نگرفته و در مقایسه با MOOCها ایستاده‌اند. امروزه آموزش الکترونیکی نیز می‌تواند توزیع گسترده مطالب و کلاس‌های جهانی برای همه کاربران اینترنت باشد. مطالعات یادگیری الکترونیکی می‌تواند بر سه بعد اصلی تمرکز شود: کاربران، تکنولوژی و خدمات. با توجه به Aparicio, Bacao و Oliveira چارچوب نظری سیستم‌های یادگیری الکترونیکی حاوی سه جزء اصلی سیستم‌های اطلاعاتی است: این مؤلفه‌ها افراد، فناوری‌ها و خدمات هستند. افراد با سیستم‌های یادگیری الکترونیکی تعامل دارند. تکنولوژی‌های یادگیری الکترونیکی تعامل مستقیم یا غیرمستقیم گروه‌های مختلف کاربران را قادر می‌سازد. تکنولوژی‌ها پشتیبانی از ادغام محتوا، ارتباطات را فراهم می‌کنند و ابزارهای همکاری را فراهم می‌کنند. خدمات یادگیری الکترونیکی، تمام فعالیت‌های مربوط به مدل‌های آموزشی و استراتژی‌های آموزشی را به هم پیوند می‌دهد. اقدام مستقیم یا غیرمستقیم با سیستم‌های یادگیری الکترونیکی، در عین حال، سیستم‌ها خدمات را بر اساس استراتژی‌های مشخص شده برای فعالیت‌ها ارائه می‌دهند. به عبارت دیگر، ویژگی‌های خدمات، فعالیت‌های یادگیری الکترونیکی که با مدل‌های آموزشی آموزش الکترونیکی و استراتژی‌های آموزشی است "

## استفاده معلم از تکنولوژی
فناوری محاسبات توسط معلمان ایجاد نشد. کمترین مشکلی میان کسانی است که در استفاده از آن‌ها در مدارس و کسانی که با آن آموزش می‌دهند، مشورت می‌کنند. تصمیم به خرید فناوری برای آموزش، اغلب تصمیمات سیاسی است. اکثر کارکنان با استفاده از این تکنولوژی‌ها با آن‌ها رشد نکردند. معلمان آموزش با استفاده از فناوری رایانه اعتماد به نفس خود را در استفاده از آن افزایش دادند، اما نارضایتی قابل توجهی از محتوای آموزشی و سبک تحویل وجود داشت. به‌طور خاص عنصر ارتباطی به عنوان بخش کمترین رضایت بخش آموزش، که توسط بسیاری از معلمان به معنای استفاده از انجمنهای VLE و بحث برای ارائه آموزش آنلاین بود (Leask 2002) برجسته شد. پشتیبانی فنی برای یادگیری آنلاین، عدم دسترسی به سخت‌افزار، ضعف نظارت بر پیشرفت معلمان و عدم پشتیبانی توسط معلمان آنلاین، فقط بعضی از مسائل مطرح شده توسط ارائه آنلاین آموزش غیررسمی بود (Davies 2004).
خدمات نسل دوم وب ۲٫۰ ارائه سیستم‌های قابل تنظیم و ارزان برای نوشتن و انتشار دوره‌های آموزش الکترونیک غنی از چند رسانه ای و پشتیبانی از فناوری اطلاعات تخصصی (IT) را ندارند.
تئوری آموزشی ممکن است در تشویق و ارزیابی مشارکت آنلاین کاربرد داشته باشد. روش‌های ارزیابی مشارکت در اینترنت  بررسی شده‌است.